# Meerminman en Mosseljongen
Meerminman en Mosseljongen (Engels: Mermaid Man and Barnacle Boy) zijn twee fictieve superhelden uit de animatieserie SpongeBob SquarePants. Ze zijn als duo een parodie op Batman en Robin alsook een parodie op Aquaman en Aqualad. De twee hebben een menselijk uiterlijk, maar zijn wel even groot als de andere personages in de serie.
Meerminman en Mosseljongen waren ooit twee bekende superhelden in de streek van Bikinibroek en speelden de hoofdrollen in een populaire televisieshow, waar SpongeBob nog altijd een groot fan van is. Inmiddels wonen de twee in een bejaardentehuis, maar met enige regelmaat gaan ze er weer op uit om het kwaad te bestrijden. Onder hun tehuis hebben ze een geheime grot gebouwd, waar al hun technische snufjes en wapens opgeslagen liggen, zoals hun vervoermiddel; de onzichtbare bootmobiel. Zowel Meerminman als Mosseljongen lijden aan dementie. Daarbij heeft Mosseljongen er een hekel aan dat Meerminman hem nog steeds als een kind behandelt.
De twee spelen in zeven afleveringen mee, waarvan de eerste zes naar hen vernoemd zijn.